# 輪島郵便局
輪島郵便局（わじまゆうびんきょく）は石川県輪島市にある郵便局。民営化前の分類では集配普通郵便局であった。

## 概要
住所：〒928-8799 石川県輪島市河井町15部13-10

## 沿革
- 1872年8月4日（明治5年7月1日） - 輪島郵便取扱所として開設[1]。
- 1873年（明治6年） - 輪島郵便役所となる。
- 1875年（明治8年）1月1日 - 輪島郵便局（四等）となる。同年、為替取扱を開始。
- 1879年（明治12年）4月 - 貯金取扱を開始。
- 1893年（明治26年）3月16日 - 輪島郵便電信局となる。
- 1903年（明治36年）4月1日 - 通信官署官制の施行に伴い輪島郵便局となる。
- 1974年（昭和49年）6月 - 局舎新築落成。
- 1975年（昭和50年）7月1日 - 光浦簡易郵便局の廃止に伴い、取扱事務を承継[2]。
- 1998年（平成10年）9月1日 - 外国通貨の両替および旅行小切手の売買に関する業務取扱を開始。
- 2006年（平成18年）10月10日 - 三井（みい）郵便局から「929-23xx」区域の集配業務を移管[3]。
- 2007年（平成19年）10月1日 - 民営化に伴い、併設された郵便事業輪島支店に一部業務を移管。
- 2010年（平成22年）3月23日 - 門前集配センターおよび町野集配センターの統括を、郵便事業穴水支店から輪島支店に移管。
- 2012年（平成24年）10月1日 - 日本郵便株式会社発足に伴い、郵便事業輪島支店を輪島郵便局に統合。

## 取扱内容
- 郵便、印紙、ゆうパック、内容証明
- 貯金、為替、振替、振込、国際送金、外貨両替・トラベラーズチェック、国債、投資信託
- 生命保険、バイク自賠責保険、自動車保険、がん保険、引受条件緩和型医療保険
- ゆうちょ銀行ATM
- 「928-00xx」「929-23xx」区域（輪島市（合併以前からの輪島市域の一部＝舳倉島を含む））の集配業務
- ゆうゆう窓口

## 周辺
- 石川県立輪島高等学校
- 輪島市立河井小学校
- 一本松公園
- 重蔵神社
- 輪島キリコ会館

## アクセス
- 北鉄奥能登バス 馬場町停留所、のらんけバス（コミュニティバス） 馬場町郵便局前停留所下車
- 国道249号沿い
- 駐車場あり：9台